# رغبة وحقد وانتقام (فلم)
رغبة وحقد وانتقام هو فيلم مصري عرض عام 1986، بطولة فريد شوقي وإلهام شاهين وحسين فهمي ونجوى فؤاد، ومن إخراج سيد سيف.

## قصة الفيلم
يستولي المعلم الشاطبي على مراكب الريس حميدو والذي يموت حسرة على ما فقده، يصمم حسن ابن حميدو على الانتقام لاسترداد ممتلكات أبيه، يقع حسن في غرام سنيورة ويتهم بقتل وحيد ابن الشاطبى وتشهد سنيورة لصالحه ويفرج عنه ويكتشف الفاعل الحقيقي، يعتدي الشاطبي على سنيورة ويتزوجها بالإكراه يتملك الحقد من فانتازيا التي تخطط للزواج من الشاطبي والتي تشاركه تجارة المخدرات، تستولي سنيورة على الأوراق التي تثبت ملكية حسن لممتلكاته وتدين الشاطبي، يخطف الشاطبي سنيورة ويهرب فيطارده حسن وكذا رجال الشرطة، يقبض عليه وتعود سنيورة لحسن.

## طاقم التمثيل
- فريد شوقي: (الشاذلي حامد فضله)
- إلهام شاهين: (سنيورة)
- حسين فهمي: (حسن حميدو الملاح)
- نجوى فؤاد: (فانتازيا)
- سيد سيف: (كلب البحر)
- نبيل الهجرسي: (بحيري المزين)
- سعيدة جلال: (زوبة)
- غريب محيي الدين
- عبد المنعم المرصفي: (بريزة / ضابط المباحث)
- عزت عبد الجواد: (حميدو الملاح)
- أحمد حجازي: (سفروت)
- هانم محمد: (والدة حسن)
- كمال الزيني: (الإسطنبولي)
- عبد الكريم الشوربجي
- حمدي مرسي
- حسني السيد
- حمدي سالم: (المعلم الضبع)
- مصطفى عكاشة: (أيوب)
- جمال الفيشاوي: (ضابط المباحث)
- مطاوع عويس
- نصر سيف: (زلطة)
- أسامة عباس
- سعاد فهمي: (الراقصة)
- حمادة سيف: (الطفل وحيد الشاطبي)
- حسن توتالة
- مصطفى عبد المنعم
- حمدي الشريف
- عبد المجيد عبد القادر
- محمد عثمان
- رشاد عوض
- سعيد حيدر
- فؤاد خطاب
- عبد الله عبد الحميد
- حامد عبد الله

## فريق العمل
- إخراج: سيد سيف
- قصة: شريف المنباوي
- سيناريو وحوار: عبد الجواد يوسف، شريف المنباوي
- مدير التصوير: محمد طاهر
- مونتاج: إيمان شكري
- موسيقى تصويرية: عمار الشريعي
- إنتاج: سيف فيلم
- توزيع: الشركة العالمية للتلفزيون والسينما